# Kristine Lilly
Kristine Marie Lilly Heavey (* 22. Juli 1971 in New York City als Kristine Marie Lilly) ist eine ehemalige US-amerikanische Fußballspielerin. Sie ist mit 354 Länderspielen Weltrekordhalterin für Fußballspieler beiderlei Geschlechts und mit 30 Spielen Rekordspielerin der Weltmeisterschaft; wobei sie in allen Spielen der USA bei den ersten fünf Weltmeisterschaften zum Einsatz kam.

## Leben und Karriere

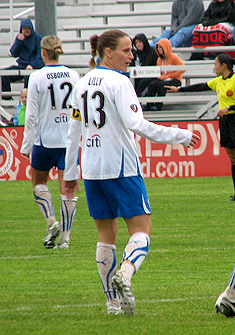
Kristine Lilly bei den Boston Breakers (2010)

Lilly gehört zusammen mit Mia Hamm, Joy Fawcett, Julie Foudy und Brandi Chastain zu den fünf US-Spielerinnen, die von der Weltmeisterschaft 1991 bis zu den Olympischen Spielen 2004 an den großen Erfolgen der US-Nationalmannschaft teilhatten (jeweils zwei Olympiasiege und zwei Weltmeisterschaftstitel). Mit 354 Länderspielen hält sie den Weltrekord für Fußballspieler beiderlei Geschlechts. Sie schoss dabei 130 Tore. Damit lag sie zum Zeitpunkt ihres Karriereendes auf Platz zwei der Spielerinnen mit den meisten Länderspieltoren (aktuell Platz 4).
Lilly ist eine linksfüßige, offensive und torgefährliche Mittelfeldspielerin. Sie begann ihre Länderspielkarriere 1987 als 16-jährige Schülerin. Von 1989 bis 1992 spielte sie für die University of North Carolina. 1991 war sie Mitglied der siegreichen US-Nationalmannschaft bei der Weltmeisterschaft in China.
Wie in den USA üblich war sie in den Folgejahren nicht durchgehend bei einer Profimannschaft beschäftigt, zumal es in den USA keine dauerhafte Profiliga für Frauen gab. Vor allem in den Vorbereitungsjahren für Weltmeisterschaften und Olympischen Spielen spielte Lilly oft nur für den US-amerikanischen Verband. 1994 spielte sie eine Saison in Schweden bei Tyresö F.C. 1996 gewann sie mit der US-Mannschaft in Atlanta bei den Olympischen Spielen die Goldmedaille, die erste überhaupt im Frauenfußball. Im Februar 1999 spielte sie aus Anlass der Auslosung der Gruppen der WM 1999 mit der Nationalmannschaft gegen eine FIFA-Weltauswahl. Das Spiel wird aber nicht als offizielles Länderspiel gezählt. 1999 gewann sie mit den USA im eigenen Land ihre zweite Weltmeisterschaft. 2001 war sie eine der Mitbegründerinnen der WUSA, der amerikanischen Frauenfußball-Profiliga. Sie spielte in den 3 Jahren, in denen die WUSA bestand, durchgehend für die Boston Breakers. 2004, nach dem Ende der WUSA widmeten sich die US-amerikanischen Spielerinnen ausschließlich der Olympia-Vorbereitung für Athen. Dort gewannen die USA ihre zweite Goldmedaille, Lilly schoss dabei jeweils die Führungstore im Viertel- und im Halbfinale. 2005 spielte sie angesichts der fehlenden Beschäftigungsmöglichkeit in den USA ein weiteres Jahr in Schweden, diesmal bei KIF Örebro DFF. Nach dem Rücktritt von Foudy wurde sie Spielführerin der Nationalmannschaft, und später ihrerseits von Christie Rampone abgelöst.
Im April 2007 wurde Lilly für das Spiel der „FIFA Women's World Stars“ gegen die Chinesische Fußballnationalmannschaft der Frauen aus Anlass der Gruppen-Auslosung für die WM 2007 nominiert und zur zweiten Halbzeit eingewechselt.
Lillys außergewöhnliche Bedeutung für die US-amerikanische Fußballnationalmannschaft der Damen lässt sich an weiteren Zahlen ablesen: Sie hat (Stand jeweils zum 31. Dezember 2005) an 301 von 348 Länderspielen der US-Mannschaft teilgenommen (331 wären insgesamt möglich gewesen, weil 15 Länderspiele vor ihrem ersten Einsatz stattfanden). Am 6. August 1995 machte sie als erste US-Spielerin ihr 100. Länderspiel und am 8. April 2000 gegen Kanada als erste Spielerin ihr 200. Spiel. Nach ihr erreichten noch neunzehn weitere Spielerinnen die 200-Spiele-Marke. Am 16. Oktober 2005 durchbrach sie mit dem 300. Länderspiel ihrer Karriere als erste Spielerin eine weitere „Schallmauer“. Außer ihr gelangen nur noch Christie Pearce mehr als 300 Länderspiele.
Lilly ist sowohl die jüngste als auch die älteste Spielerin, die ein Tor für die USA erzielte. Ihr erstes Länderspieltor gelang ihr in ihrem zweiten Spiel im Alter von 16 Jahren am 13. August 1987 beim 1:1 gegen China, ihr letztes und 130. Tor im Alter von knapp 39 Jahren, am 22. Mai 2010 beim 4:0 gegen Deutschland.
An den Olympischen Spielen 2008 konnte Lilly nicht teilnehmen, sie brachte am 22. Juli 2008 ihre erste Tochter zur Welt (am 2. September 2011 bekam sie die zweite Tochter). Verheiratet ist sie seit dem 20. Oktober 2006 mit dem Feuerwehrmann David Heavey, der selbst ein erfolgreicher Sportler auf College-Niveau im Eishockey und Golf war. Am 13. Dezember 2008 gab sie ihr Comeback in der Nationalmannschaft. Nach dem Spiel gegen China am 17. Dezember 2008 (1:0) machte sie eine längere Länderspielpause, wurde am 28. März 2010 im Spiel gegen Mexiko aber erneut eingesetzt. Am 2. Oktober 2010 machte sie beim Spiel gegen China ihr 350. Länderspiel. Nach vier weiteren Spielen gab sie Anfang Januar 2011 das Ende ihrer Karriere bekannt. Ihren letzten Einsatz hatte sie am 5. November 2010 gegen Mexiko. Mit 354 Länderspielen hat sie fast doppelt so viele Spiele bestritten wie der männliche Rekordhalter Ahmed Hassan, für den 184 Spiele gezählt werden. Dabei wurde die Zahl erst im August 2016 auf 354 Spiele gestellt, nachdem der US-Verband bei der Überprüfung seiner Statistik auf zwei im Januar 1995 durchgeführte Länderspiele gestoßen war, die bis dahin nicht berücksichtigt wurden. In einigen noch nicht aktualisierten Statistiken wird sie daher noch mit 352 Länderspielen geführt.
In der Spätphase der Saison 2013 fungierte Lilly bei der NWSL-Franchise der Boston Breakers gemeinsam mit Tom Durkin als Co-Trainerin von Spielertrainerin Cat Whitehill.

## Erfolge

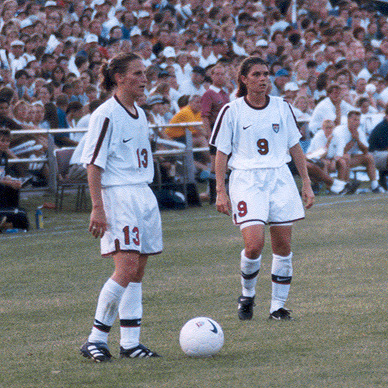
Lilly (13) und Hamm (9) in St. Louis beim 1:1 gegen Deutschland am 25. Juni 1998

### College- und Vereinsmannschaft
- Vierfacher College-Champion mit der UNC 1989–1992

### Nationalmannschaft
- Goldmedaille bei den Olympischen Spielen in Atlanta 1996
- Silbermedaille bei den Olympischen Spielen in Sydney 2000
- Goldmedaille bei den Olympischen Spielen in Athen 2004

- Weltmeister bei der Weltmeisterschaft in China 1991
- 3. Platz bei der Weltmeisterschaft in Schweden 1995
- Weltmeister bei der Weltmeisterschaft in den USA 1999
- 3. Platz bei der Weltmeisterschaft in den USA 2003
- 3. Platz bei der Weltmeisterschaft in China 2007

### Persönliche Erfolge
- Gewinnerin der Hermann-Trophy (College-Spielerin des Jahres) 1991
- Dreifache Spielerin des Jahres in den USA (1993, 2005 und 2006)
- 2. Platz bei der Wahl zur FIFA-Weltfußballerin des Jahres 2006
- 2007: Wahl in das All-Star-Team der WM
- 2013: Wahl in das All-Time Women's National Team Best XI[8]

## Rekorde
- Meiste Länderspiele: 354[1]
- Meiste Spielminuten in Länderspielen: 28.700
- Meiste Startelfeinsätze: 332 (mehr als jede andere Spielerin Länderspiele insgesamt), davon einmal 62 in Folge (US-Rekord)
- Meiste Siege: 280
- Meiste WM-Spiele: 30 (8 Tore)
- Meiste Siege in WM-Spielen: 25
- Meiste Spiele in der CONCACAF-WM-Qualifikation (Women's Gold Cup 1991, 1994, 2002, 2006, 2010): 17
- Zweitmeiste Assists: 106 (nur Mia Hamm hat mit 145 eine höhere Anzahl)
- Viertmeiste Länderspieltore: 130 (nur Abby Wambach/184 und Mia Hamm/158 haben mehr Tore für die US-Mannschaft, Christine Sinclair/181 für Kanada erzielt)